# Popina

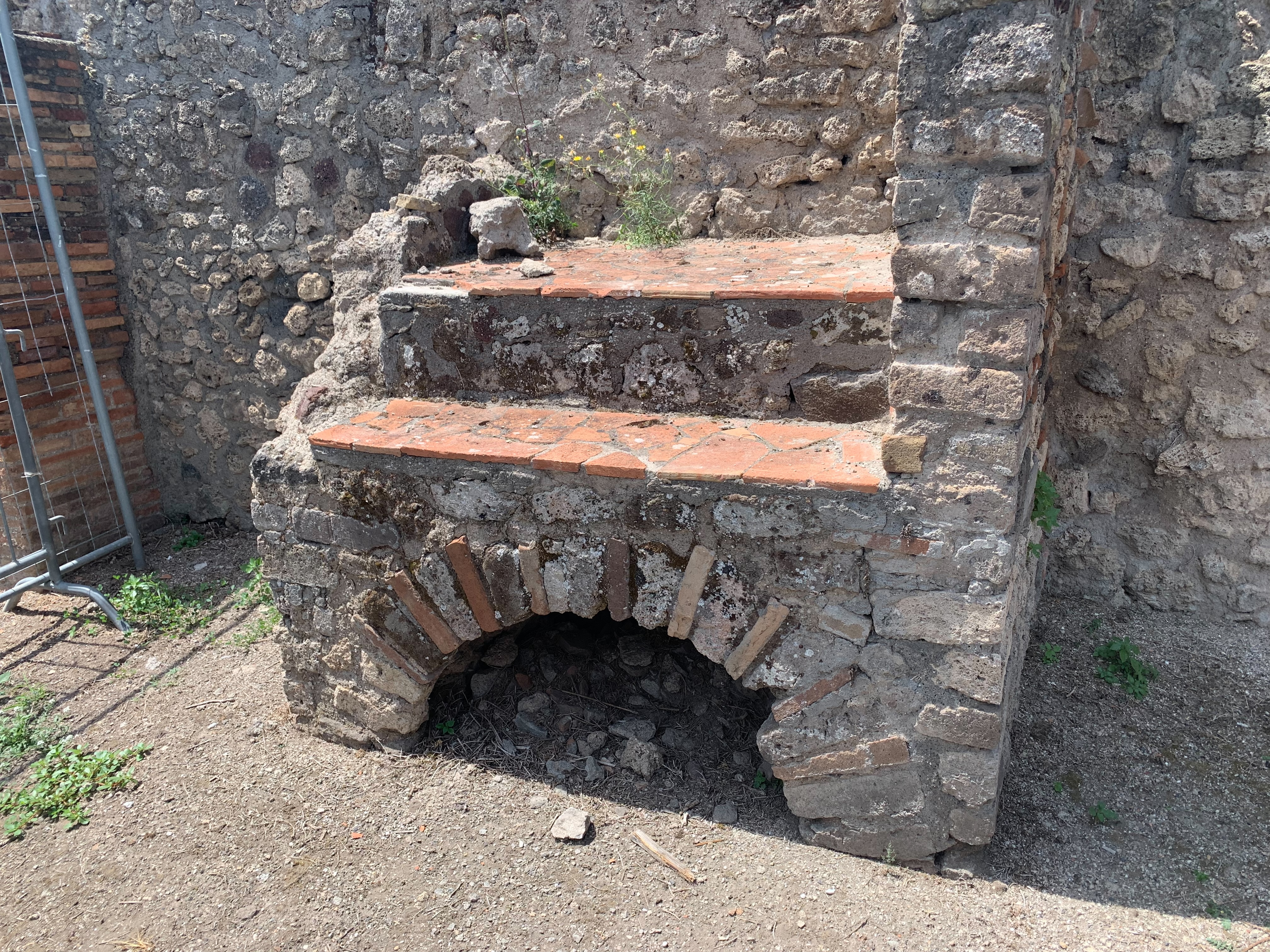
Popina in Pompeii

Popina (Plural popinae) war ein antikes römisches Speiselokal, also eine Garküche, in der es Speisen verschiedener Art gab. Der Wirt einer popina hieß popa oder popinarus, und der Gast popino (was später auf Fresser, Wüstling und liederlicher Mensch ausgedehnt wurde, weil solche popinae vor allem von den niederen Gesellschaftsschichten aufgesucht wurden).

## Beschreibung
Nach Hugo Blümner boten popinae Speisen, die man entweder vor Ort aß oder dort kaufte, um sie zu Hause zu verzehren. Die Besitzer solcher Garküchen schickten Diener mit den Speisen zum Verkauf auf die Gasse oder boten sie selbst feil. Hingegen war die caupona ursprünglich ein Kram- oder Viktualienladen, insbesondere aber ein Weingeschäft. Dieser Unterschied verwischte sich, da man in der popina auch trinken und in der caupona auch essen konnte, im Wesentlichen war die popina die Garküche für Speisen. Nach Verena Gassner muss es daher dort zumindest im 1. Jh. n. Chr. eine reichhaltige Speisenauswahl gegeben haben. Gegen die Vermutung, dass die popinae nur reine Weinschenken waren, sprechen die bei Sueton überlieferten kaiserlichen Erlässe, durch die das Esswarenangebot in den popinae eingeschränkt werden sollte.
All diese Kneipen waren in der Regel unansehnliche finstere, unsaubere Lokale, dunstig und verräuchert, die oft versteckt lagen, weil allerlei Ungehöriges dort getrieben wurde. In den bessern Lokalen lag man nämlich bei Tisch, wie zu Hause; wo das Trinken die Hauptsache war, saß man auf Stühlen um einen Tisch.

## Wortherkunft
Nach Otto Keller scheinen popinae - die Garküchen, in welchen verkochte Speisen und Getränke verkauft wurden – „oskische Einrichtungen“ gewesen zu sein. Das P an der Stelle von echtlateinischem K-Laut, z. B. in Petronius, Pompeius, Pompilius, weist auf sabellischen Ursprung hin. Wilhelm Corssen habe – laut Otto Keller – mit Unrecht popa (Opferkoch) und popina (Garküche) als „echtlateinisch“ angesehen, denn in coquere/quoquere ist kein p eingetreten.